# José María Aguirre Salaberría

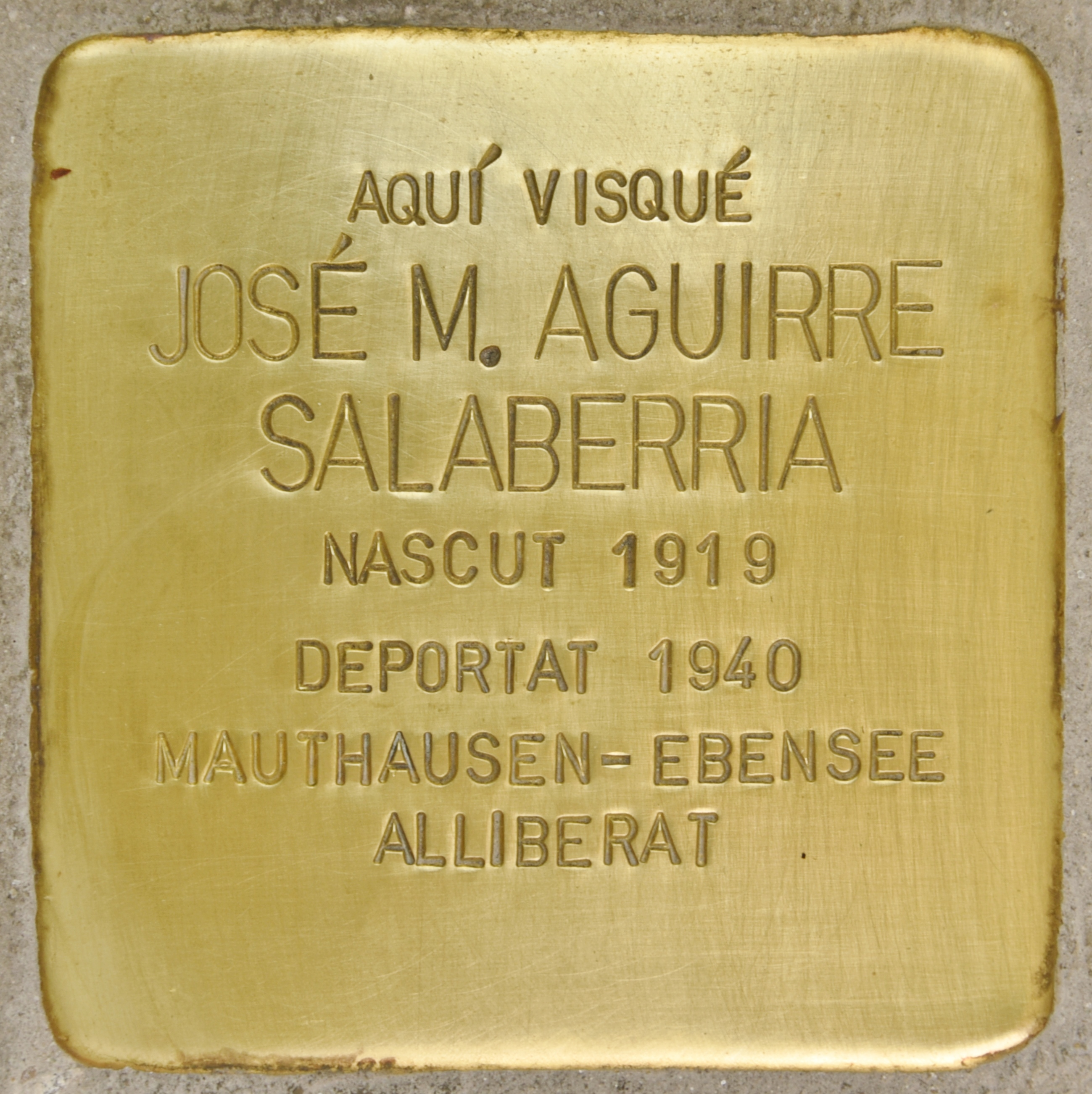
Stolperstein en Palma

José María Aguirre Salaberría (Echevarría, 25 de marzo de 1919-Palma de Mallorca, 6 de septiembre de 2009) fue un superviviente del campo de concentración nazi de Mauthausen, donde fue prisionero durante 4 años y medio.

## Biografía
José María fue el mayor de una familia de ocho hermanos. Aunque nació en el barrio Etxebarria de Markina-Xemein (Vizcaya), cuando apenas contaba con tres años de edad la familia se trasladó a Irún (Guipúzcoa), ciudad en la que creció.

### Guerra civil española
El inicio de la guerra civil española obligó a la familia Aguirre-Salaberría a refugiarse en Hendaya (Francia), ya que Irún fue inmediatamente ocupado por las tropas sublevadas dada su situación estratégica fronteriza con Francia. En esta villa José María junto con su padre Doroteo fue obligado a dejar a su familia y a trasladarse en tren hasta Cataluña. José María tenía 17 años y Doroteo 39.
En Cataluña ingresó en las milicias, siendo destinado primeramente a la loma de San Pedro Mártir y a San Feliu de Guíxols (Gerona) poco después. En febrero de 1939 pasó a Francia ante el avance del ejército sublevado.

### Exilio en Francia
En Francia estuvo en los campos de concentración de Saint Cyprien y Gurs. En este último campo conoció a Marcelino Bilbao, su futuro cuñado y compañero de cautiverio en Mauthausen. En octubre de 1939 fue trasladado contra su voluntad al campo de concentración de Septfonds, donde, a consecuencia del maltrato que padecían los exiliados, decidió ingresar en el ejército francés junto a sus amigos Marcelino Bilbao y Ángel Elejalde. Así fue enrolado en las Compagnies de Travailleurs Étrangers (CTE), concretamente en la 26.º CTE, con la cual sería enviado a la Línea Maginot.
Apresado por el ejército alemán durante la invasión de Francia, en junio de 1940 fue trasladado a Estrasburgo, al Stalag V-D, donde fue empleado para trabajos esclavos.

### Deportado a Alemania
Finalmente, el 13 de diciembre de 1940 fue deportado a Mauthausen donde ingresó con el número 4.553. Durante su estancia en Mauthausen fue testigo y víctima de las atrocidades que se cometieron contra los republicanos españoles. José Mari tuvo que faenar durante año y medio en la cantera de Mauthausen, lugar en el que se llevaba a cabo el exterminio de los presos. Aquí sobrevivió a enfermedades como la erisipela y a distintos experimentos médicos. En mayo de 1942 comenzó una nueva etapa en su cautiverio, ya que fue elegido para ser intérprete en el kommando César. A partir de entonces pasó por varios subcampos, como Ternberg y Redl-Zipf.
La liberación le sorprendió mientras eran trasladados en los últimos días de la guerra al subcampo de Ebensee.

### Liberación
En mayo de 1945, tras pasar por el Hôtel Lutetia de París, consiguió llegar a Chatêllerault, donde se hallaba refugiada su familia. Volvió a España en los años 50, instalándose en Mallorca en 1953 gracias a su dominio del alemán y el francés; trabajó en el sector de la hostelería y llegó a dirigir un hotel. En los años que siguieron a su jubilación se prestó en muchas ocasiones a dar testimonio de su vivencia. Dio charlas en numerosos centros escolares y fue entrevistado repetidamente por los medios de comunicación.
Tras el regreso a España, ya jubilado y tras muchas gestiones y reclamaciones, logró una indemnización mensual de 650 € de la República Federal Alemana. Fue entrevistado y apareció su testimonio en el documental Memoria y olvido de una guerra, emitido por Mallorca TV y dirigido por Pedro de Echave, Luis Ortas y Albert Herranz.